# أكزول محمودوف
أكزول محمودوف (مواليد 15 أبريل 1999) هو مصارع مصارعة يونانية رومانية قرغيزي. حصل على الميدالية الفضية في أولمبياد 2020.